# Champcevrais
Champcevrais est une commune française située dans le département de l'Yonne en région Bourgogne-Franche-Comté.

## Géographie

### Hydrographie
L'Aveyron, affluent du Loing, prend sa source (deux petites branches, dont une naissant à l'étang de Giverlais d'une surface de 1 ha environ) près de l'étang de Châtre au nord de Champcevrais. L'étang de Châtre (presque 6 ha) reçoit aussi les eaux des pièces d'eau du château du même nom, dont l'étang de la Loge (2 ha).

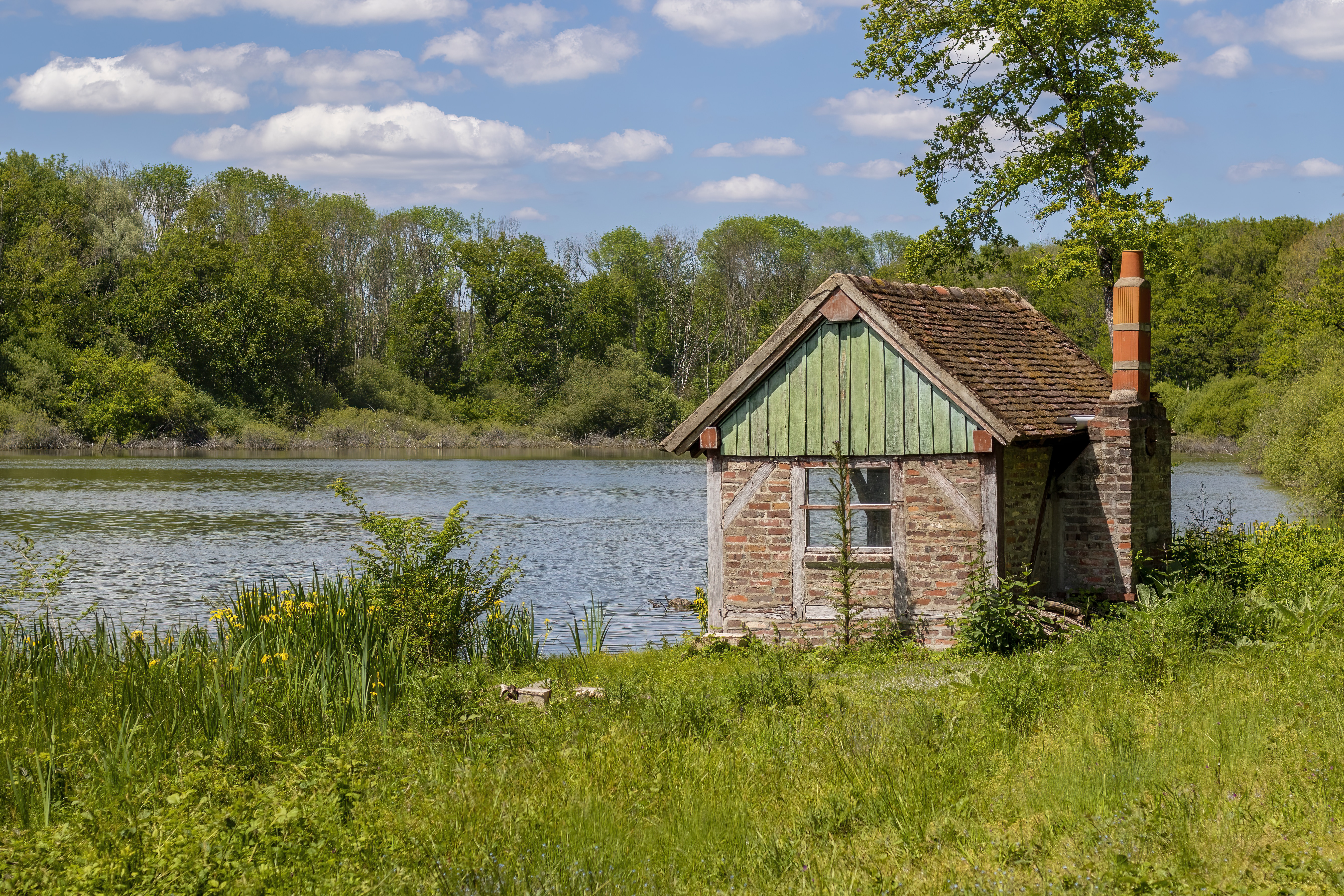
Étang de Bergerie

Le bourg est arrosé par le Beaune, également affluent du Loing, qui traverse la commune d'est en ouest. Il alimente le Grand Etang Neuf (1 ha+ sur Champcevrais, 7 ha+ sur Champignelles) ; l'étang des Delétangs (3,5 ha) ; un étang de 40 ares près du Four à Chaux ; et la pièce d'eau du château Claire Fontaine (1 ha plus petites pièces d'eau associées). L'étang de Bergerie (4 ha, dont 70 ares environ de zone marécageuse) dans l'ouest de la commune déverse son trop-plein dans le Beaune.

L'étang des Housseaux (1,5 ha plus marais) et l'étang de la Gaudinière (1,4 ha), au centre de la commune, se déversent dans un ru affluent du Beaune provenant de l'étang de la Petite Pogne (cet étang de 20 ares se trouve dans la commune d'Aillant-sur-Milleron ; les maisons associées, maintenant en ruines, sont dans la commune de Champcevrais).
De multiples pièces d'eau de moindre surface et de natures variées (étangs, marais, zones inondables ou humides), et de nombreuses sources, sont présentes dans la commune.

### Lieux-dits et écarts
Les lieux-dits suivis d'une astérisque sont situés à l'écart de la route indiquée.
A
- Assigny,                  Rte du Charme (D 64)
- Les Aubigny*,             D 207 vers Villeneuve-les-Genêts

B
- La Bastière*,             Rte de Bléneau (D 64)
- Bélémy,                   Rte des Étangs
- La Benoîtière,            Rte d'Aillant(-sur-Milleron) (D 364)
- Les Bézards,              Rte des Étangs
- Bouron*,                  Rte de Rogny (D 14)
- Les Brangers,             Rte des Étangs
- Les Mazures Brangers*,    Rte des Étangs

C
- La Capitière,             Rte des Étangs
- Le Carbon,                Rte des Étangs
- Les Cent Arpents*,        Rte de Champignelles (D 14)
- Châtre, château,          Rte du Charme (D 64)
- Châtre, ferme,            Rte du Charme (D 64)
- Les Champs Longs,         Rte du Charme (D 64)
- Claire Fontaine, château, Rte de Bléneau (D 64)
- La Clairerie,             Rte de Champignelles (D 14)
- La Charmaie,              D 207 vers Villeneuve-les-Genêts
- La Chaume*,               Rte de Rogny (D 14)
- La Coladerie*,            D 207 vers Villeneuve-les-Genêts
- Le Cormier,               Rte des Étangs
- Les Crots*,               Rte de Champignelles (D 14)
- Les Crosiers,             D 207 vers Villeneuve-les-Genêts

D
- Les Delétangs,            Rte des Étangs

F
- La Fontaine,              Rte des Étangs
- Le Four à Chaux,          Rte de Bléneau (D 64)
- La Frémilière*,           Rte de Champignelles (D 14)
- Les Fréminets*,           Rte d'Aillant (D 364)

G
- La Gaudinière*,           Rte de Champignelles (D 14)
- Giverlais*,               Rte de Champignelles (D 14)
- Le Grand Étang Neuf*,     D 207 vers Villeneuve-les-Genêts
- Les Guenins*,             Rte du Charme (D 64)
- Les Guilloteaux*,         D 207 vers Villeneuve-les-Genêts
- Les Petits Guilloteaux*,  D 207 vers Villeneuve-les-Genêts

L
- Lignières*,               Rte du Charme (D 64)

M
- La Marche,                Rte des Étangs
- La Motte,                 Rte de Bléneau (D 64)
- Le Mousseau*,             Rte de Bléneau (D 64)

N
- Les Neuvraines*,          Rte de Champignelles (D 14)

P
- La Perrière*,             Rte de Bléneau (D 64)
- Les Perrins,              Rte de Rogny (D 14)
- Les Grands Pétriers,      Rte d'Aillant (D 364)
- Les Petits Pétriers,      Rte d'Aillant (D 364)
- Poche*,                   Rte de Champignelles (D 14)
- La Pogne*,                Rte du Charme (D 64)
- Les Poiriers'*,             D 207 vers Villeneuve-les-Genêts
- Les Porchers*,            Rte de Rogny (D 14)
- Le Pré des Marnes*,       Rte du Charme (D 64)
- Prix,                     Rte de Rogny (D 14)
- Prix, château,            Rte de Rogny (D 14)

R
- Rassibas*,                Rte de Champignelles (D 14)
- Les Rosses,               Rte de Champignelles (D 14)
- La Rouletterie*,          D 207 vers Villeneuve-les-Genêts

S
- Les Sarreaux*,            D 207 vers Villeneuve-les-Genêts
- Le Sausse,                Rte des Étangs

T
- La Maison Tardif,         Rte de Rogny (D 14)
- Les Trillons*,            Rte de Champignelles (D 14)

V
- Les Vallées,              Rte des Étangs

Le nom Mazure signifie au XVIe siècle une manœuvrerie, de même qu'un mazurier était un manœuvre ou ouvrier, attaché à une ferme ou un domaine tout en en étant indépendant[réf. obsolète].

### Climat
Pour des articles plus généraux, voir Climat de la Bourgogne-Franche-Comté et Climat de l'Yonne.
En 2010, le climat de la commune est de type climat océanique dégradé des plaines du Centre et du Nord, selon une étude du Centre national de la recherche scientifique s'appuyant sur une série de données couvrant la période 1971-2000. En 2020, Météo-France publie une typologie des climats de la France métropolitaine dans laquelle la commune est exposée à un climat océanique altéré et est dans la région climatique  Centre et contreforts nord du Massif Central, caractérisée par un air sec en été et un bon ensoleillement. 
Pour la période 1971-2000, la température annuelle moyenne est de 10,8 °C, avec une amplitude thermique annuelle de 15,8 °C. Le cumul annuel moyen de précipitations est de 760 mm, avec 11,6 jours de précipitations en janvier et 7,5 jours en juillet. Pour la période 1991-2020, la température moyenne annuelle observée sur la station météorologique de Météo-France la plus proche, « Saint Privé », dans la commune de Saint-Privé à 8 km à vol d'oiseau, est de 11,3 °C et le cumul annuel moyen de précipitations est de 769,7 mm. 
La température maximale relevée sur cette station est de 41,8 °C, atteinte le 25 juillet 2019 ; la température minimale est de −15,5 °C, atteinte le 19 décembre 2009,,. 
Les paramètres climatiques de la commune ont été estimés pour le milieu du siècle (2041-2070) selon différents scénarios d'émission de gaz à effet de serre à partir des nouvelles projections climatiques de référence DRIAS-2020. Ils sont consultables sur un site dédié publié par Météo-France en novembre 2022.

## Urbanisme

### Typologie
Au 1er janvier 2024, Champcevrais est catégorisée commune rurale à habitat dispersé, selon la nouvelle grille communale de densité à sept niveaux définie par l'Insee en 2022.
Elle est située hors unité urbaine et hors attraction des villes,.

### Occupation des sols
L'occupation des sols de la commune, telle qu'elle ressort de la base de données européenne d’occupation biophysique des sols Corine Land Cover (CLC), est marquée par l'importance des territoires agricoles (73,9 % en 2018), en diminution par rapport à 1990 (75,1 %). La répartition détaillée en 2018 est la suivante : 
terres arables (67,6 %), forêts (25,3 %), zones agricoles hétérogènes (5,5 %), zones urbanisées (0,8 %), prairies (0,8 %). L'évolution de l’occupation des sols de la commune et de ses infrastructures peut être observée sur les différentes représentations cartographiques du territoire : la carte de Cassini (XVIIIe siècle), la carte d'état-major (1820-1866) et les cartes ou photos aériennes de l'IGN pour la période actuelle (1950 à aujourd'hui).

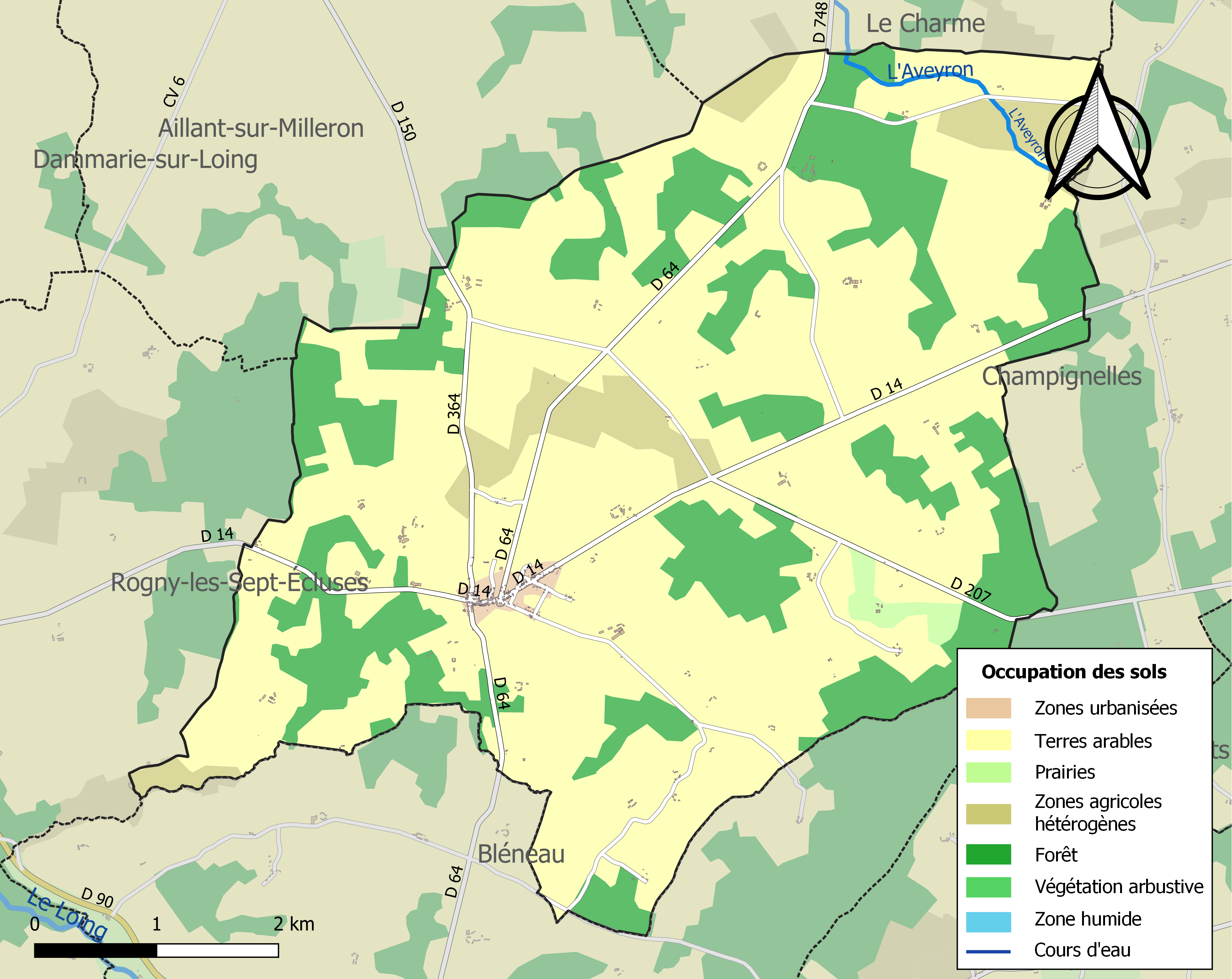
Carte des infrastructures et de l'occupation des sols de la commune en 2018 (CLC).

## Toponymie
La première indication connue de l'existence de cette paroisse remonte à 1276 ou 1282[réf. nécessaire], dans le testament de Guillaume Ier de Courtenay, seigneur de Champignelles et père de l'évêque Robert de Courtenay. Champcevrais y est attesté sous la forme latinisée Campus Sylvestris, ensuite on trouve Champ sevroy en 1453.
Il s'agit d'une formation toponymique médiévale en Champ- « champ », suivi de l'ancien français sevestre, sevest « qui demeure dans les bois », d'où le sens global de « clairière ».

## Histoire
Champcevrais commença par une colonie agricole au milieu de grandes forêts.
Le bourg fut pendant plusieurs siècles la propriété de la maison de Prie, maison illustre du Nivernais remontant au Xe siècle (le château de Prye, siège du chef de cette maison, se trouve sur l'ancienne commune de Prye-sur-l'Ixeure, au sud-est de Nevers). Annexé ensuite aux terres de Châtillon-sur-Loing, il entre dans le duché de Châtillon avec Paul Sigismond de Montmorency-Luxembourg, comte de Luxe.

## Politique et administration
| Période | Période  | Identité       | Étiquette | Qualité           |
| ------- | -------- | -------------- | --------- | ----------------- |
| 1944    | 1961     | André Couzon   |           |                   |
| 1961    | 1977     | Hubert Commeau |           |                   |
| 1977    | 1983     | Jean Dizien    |           |                   |
| 1983    | 2001     | Hubert Commeau | DVD       |                   |
| 2001    | en cours | Pierre Denis,  |           | Retraité agricole |

## Démographie
L'évolution du nombre d'habitants est connue à travers les recensements de la population effectués dans la commune depuis 1793. Pour les communes de moins de 10 000 habitants, une enquête de recensement portant sur toute la population est réalisée tous les cinq ans, les populations de référence des années intermédiaires étant quant à elles estimées par interpolation ou extrapolation. Pour la commune, le premier recensement exhaustif entrant dans le cadre du nouveau dispositif a été réalisé en 2006.

En 2022, la commune comptait 311 habitants, en évolution de −0,32 % par rapport à 2016 (Yonne : −1,95 %, France hors Mayotte : +2,11 %).
| 1793 | 1800 | 1806 | 1821 | 1831 | 1836 | 1841 | 1846 | 1851 |
| ---- | ---- | ---- | ---- | ---- | ---- | ---- | ---- | ---- |
| 625  | 488  | 565  | 623  | 638  | 719  | 739  | 812  | 843  |

| 1856 | 1861  | 1866  | 1872  | 1876  | 1881 | 1886  | 1891  | 1896 |
| ---- | ----- | ----- | ----- | ----- | ---- | ----- | ----- | ---- |
| 928  | 1 000 | 1 025 | 1 072 | 1 045 | 976  | 1 033 | 1 061 | 915  |

| 1901 | 1906 | 1911 | 1921 | 1926 | 1931 | 1936 | 1946 | 1954 |
| ---- | ---- | ---- | ---- | ---- | ---- | ---- | ---- | ---- |
| 877  | 874  | 810  | 696  | 707  | 721  | 613  | 562  | 544  |

| 1962 | 1968 | 1975 | 1982 | 1990 | 1999 | 2006 | 2011 | 2016 |
| ---- | ---- | ---- | ---- | ---- | ---- | ---- | ---- | ---- |
| 514  | 501  | 466  | 359  | 343  | 344  | 318  | 347  | 312  |

| 2021 | 2022 | - | - | - | - | - | - | - |
| ---- | ---- | - | - | - | - | - | - | - |
| 309  | 311  | - | - | - | - | - | - | - |

## Culture locale et patrimoine

### Lieux et monuments
L'église Saint-Germain dépendait du diocèse de Sens et du doyenné de Courtenay. Le chœur et la tour du clocher datent du XIIIe siècle, et la nef du XVIIe siècle. En effet, comme l'indique une plaque commémorative, la nef a été entièrement détruite par « foudre & tourbillon » le 5 juin 1680, tuant ou blessant 25 personnes ensevelies sous les décombres ; elle a été rebâtie en 1681 grâce à une quête à la cour commandée par Louis XIV, quête qui leva 1 282 livres auxquelles le roi ajouta 600 livres prélevées sur le trésor royal. La procession promise par la paroisse en reconnaissance de ces dons, a toujours lieu de nos jours ; elle part de l'église et rejoint la Croix de l'Orage près de la ferme de la Benoîtière au nord du bourg (sur la D 364). 

L'église contient plusieurs objets inscrits aux Monuments Historiques, dont la chaire, un ciborium (XVIIIe s.), une dalle funéraire (troisième quart du XVIe s.), la dalle funéraire du curé Thomas Pourcel (premier quart du XVIIIe s.), la plaque commémorative de la destruction et reconstruction de l'église (quatrième quart du XVIIe s.), et 11 statues. La cloche est également protégée au même titre.
La commune est dotée de trois châteaux : celui de Prie (de nos jours appelé « Prix »), celui de Châtres, et celui de Bouron.
Le château de Prie, à 1 km à l'ouest du village, a été construit au XIIe siècle, probablement pour un membre cadet de la maison de Prie. Entre les remaniements au cours des temps et la restauration du XVIIe siècle, il ne reste plus grand-chose de l'ensemble originel.
Le château de Châtres date du XVIIe siècle. Il se trouve à 4,5 km au nord-est de Champcevrais. Les façades et les toitures du château et des communs, les douves, le parc et ses éléments construits : deux bassins et un pavillon dit de la chapelle, font l'objet d'une inscription aux monuments historiques par arrêté du 16 septembre 1985. Son étang du même nom, de plus de 6 hectares, est alimenté par l'Aveyron et touche la limite de commune du Charme dans le Loiret.

### Patrimoine naturel
La commune inclut une ZNIEFF :
La ZNIEFF des étangs, bocages, landes et forêts de Puisaye entre Loing et Branlin, 11 699 ha répartis sur 12 communes, vise particulièrement les habitats d'eaux douces stagnantes ; les autres habitats présents dans cette ZNIEFF sont des eaux courantes, landes, fruticées, pelouses, prairies humides et mégaphorbiaies, tourbières, marais, bocages et bois.

Dans la commune, elle couvre une bande de terres d'environ 135 ha sur 4 km de long, en bordure des communes de Bléneau, Saint-Privé et Champcevrais. Elle inclut la partie sud du Grand Etang Neuf, le bois de la Chênaie y attenant et le bois Colas à la pointe sud de la commune, et les lieux-dits les Vallées, Bélémy et la Capitière.

### Personnalités liées à la commune
Le champion cycliste Alcide Rousseau est né à Champcevrais le 7 octobre 1881.
Il devient le 11 août 1922, à 41 ans, le détenteur du record du monde sur piste des 100 km en 2 h 30 min 39 s 2/5, et aussi 31e de Paris-Roubaix 1912. Il participa aux Six jours de Paris 1914. D’Australie en Allemagne, il courut sur la plupart des grands vélodromes du début du XXe siècle. Un square de Champcevrais porte son nom.

## Pour approfondir